# Roscoe Holcomb
Roscoe Holcomb, född 5 september 1912, död 1 februari 1981, var en amerikansk folkmusiker från Daisy, Kentucky.
Större delen av sitt liv jobbade Holcomb som kolgruvearbetare. Han spelades in första gången 1958 och kom senare att bli en del av den pånyttfödelse som folkmusiken genomgick under 1960-talet.
Bob Dylan har sagt följande om Holcomb: "Roscoe Holcomb has a certain untamed sense of control, which makes him one of the best."
Holcomb gav sitt sista liveframträdande 1978.
Holcomb led av astma och emfysem, sjukdomar han ådragit sig under sin tid som gruvarbetare. Som en följd av dessa avled han 1981, i en ålder av 68 år.